# Ahuaxtla, Morelos
Ahuaxtla är en ort i Mexiko.   Den ligger i kommunen Axochiapan och delstaten Morelos, i den sydöstra delen av landet, 110 km söder om huvudstaden Mexico City. Ahuaxtla ligger 978 meter över havet och antalet invånare är 190.
Terrängen runt Ahuaxtla är platt åt nordost, men åt sydväst är den kuperad. Runt Ahuaxtla är det ganska glesbefolkat, med 30 invånare per kvadratkilometer. Närmaste större samhälle är Axochiapan, 3,1 km nordost om Ahuaxtla. I omgivningarna runt Ahuaxtla växer huvudsakligen savannskog.